# البحدلیه
البحدلیه (به عربی: البحدلیة) یک منطقهٔ مسکونی در سوریه است که در ببیلا واقع شده‌است. البحدلیه ۱۲٬۳۳۰ نفر جمعیت دارد.